# عبدلوو (شهرستان یرمکیفسکی، باشقیرستان)
عبدلوو (انگلیسی: Abdulovo, Yermekeyevsky District, Bashkortostan) یک شهرک در شهرستان یرمکیفسکی استان باشقیرستان کشور روسیه است.